# ويليام كوربيت
ويليام كوربيت (بالإنجليزية: William Corbett)‏ هو محامي وقاضي وسياسي أمريكي، ولد في 23 مارس 1902 في بيتسبرغ في الولايات المتحدة، وتوفي في 17 أبريل 1971 في مقاطعة أرلنغتون في الولايات المتحدة. حزبياً، نشط في الحزب الجمهوري. وقد انتخب حاكم غوام (19 مايو 1956 – 2 أكتوبر 1956).